# Alypius (Byzanz)
Alypius (auch: Alympius) († 169) war Bischof von Byzantion. Die Dauer seiner Amtszeit wird manchmal mit 13 Jahren angegeben, wahrscheinlicher sind jedoch drei Jahre. Sie wird meist auf die Jahre 166 bis 169 datiert. Über Alypius ist wenig bekannt. Sein Nachfolger wurde Pertinax.